# بريستول غرامبوس
بريستول غرامبوس  (بالإنجليزية: Bristol Grampus)‏ هي اقتراح لنموذج طائرة خطوط جوية ذات سطحين اقترحتها شركة طائرات بريستول في المملكة المتحدة.ولكن لم تصنع منه أي طائرة.